# Trey van Triforia
Trey van Triforia (Engels: Trey of Triforia) is een personage uit de televisieserie Power Rangers. Hij deed mee in de serie Power Rangers: Zeo, en had een gastoptreden in Power Rangers: In Space.
Trey is de koning van de planeet Triforia (het symbool op zijn Golden Power staff is kanji voor 'koning'). Hij was de originele Gouden Ranger en kwam naar de Aarde om de Zeo Rangers te helpen in hun strijd met het Machine Keizerrijk. Hij bracht enkele sterke zords met zich mee zoals de Super Zeo Zords, Warrior Wheel en zijn eigen ruimteschip, Pyramidas.

## Biografie

### InPower Rangers: Zeo
Toen Trey voor het eerst verscheen als de Gouden Ranger, hield hij zijn identiteit geheim (wat ertoe leidde dat iedereen dacht dat Billy Cranston de gouden ranger was). Trey raakte echter gewond en was gedwongen te onthullen wie hij was. Toen hij dit deed, werd zijn lichaam gesplitst in drie afzonderlijke identiteiten: Trey of Courage, Trey of Wisdom, en Trey of Heart.
Terwijl hij in deze drie vormen bestond kon hij sneller genezen, maar kon hij niet zijn Gouden Rangerkrachten behouden. Om te voorkomen dat ze verloren zouden gaan gaf hij ze door aan Jason Lee Scott. Toen Trey geheel was genezen en zijn drie lichamen weer een werden keerde hij terug naar de Aarde om zijn Gouden Rangerkrachten, die inmiddels hun tol begonnen te eisen van Jason, terug te nemen. Daarna hielp hij de Rangers in hun laatste gevecht met Koning Mondo. Mondo en zijn familie werden kort hierna verslagen door Lord Zedd en Rita Repulsa. Omdat het Machine Keizerrijk daarmee was verslagen keerde Trey terug naar Triforia en zocht geen contact meer met de Rangers.

### InPower Rangers in Space
Twee jaar later dook de Gouden Ranger weer op toen de United Alliance of Evil een massale aanval op het universum opende. Trey vocht als de Gouden Ranger tegen Lord Zedd en Rita, maar was zwaar in de minderheid tegenover hun troepen. Hij werd dan ook gevangen en kon enkel toekijken hoe Ecliptor’s hologrambericht verscheen om aan te duiden dat Dark Specter was gedood en Astronema nu de leiding over de United Alliance of Evil had. De volgende dag offerde Zordon zichzelf echter op om de UAE te stoppen. Zijn energiegolf bereikte Triforia en veranderde alle monsters daar in stof. Zedd en Rita veranderden in normale mensen, gadegeslagen door een verbaasde Gouden Ranger.

## Triforianen
Trey is een Triforiaan. Triforianen zijn een ras van wezens die in feite in drie lichamen bestaan in plaats van een. Normaal zijn de lichamen en hun persoonlijkheden versmolten, maar ze kunnen ook opsplitsen. Eenmaal opgesplitst is het erg lastig en vaak ook pijnlijk om ze weer te herenigen.